# Clairy-Saulchoix
Clairy-Saulchoix (picardisch: Clairy-Cheuchoé) ist eine nordfranzösische Gemeinde mit 382 Einwohnern (Stand 1. Januar 2022) im Département Somme in der Region Hauts-de-France. Die Gemeinde liegt im Arrondissement Amiens, ist Mitglied des Gemeindeverbands Amiens Métropole und gehört zum Kanton Ailly-sur-Somme.

## Geographie
Die aus den Ortsteilen Clairy und dem drei Kilometer von Clairy im äußersten Westen des Gemeindegebiets gelegenen Saulchoix zusammengesetzte, teils noch landwirtschaftlich geprägte Pendlergemeinde liegt rund neun Kilometer westsüdwestlich von Amiens. Durch das Gemeindegebiet verlaufen die Autoroute A29 und die frühere Route nationale 29.
Umgeben wird Clairy-Saulchoix von den sechs Nachbargemeinden:
|          | Guignemicourt                               | Saleux         |
| Pissy    | Kompassrose, die auf Nachbargemeinden zeigt | Vers-sur-Selle |
| Revelles | Creuse                                      |                |

## Geschichte
Bei den Arbeiten an der Autoroute A29 sind zahlreiche gallo-römische Spuren zutage getreten. Die Lage an der Straße von Amiens nach Rouen begünstigte das Entstehen einer Burg.
Clairy wird erstmals 1152 als Clari genannt. Im Mittelalter besaßen die Herren von Picquigny mehrere Güter in Clairy. Einige davon wurden im 12. Jahrhundert dem Kloster Le Gard gestiftet. 1377 kaufte das Domkapitel von Amiens einen Teil von Clairy. 1470 wurde die Burg von burgundischen Truppen niedergebrannt. 1595 wurde der Ort von spanischen Truppen erobert. Am Ende des 16. Jahrhunderts kam Clairy an das Haus de Créquy. Als Ergebnis politischer Intrigen wurde die Burg im 17. Jahrhundert zerstört.
Der hochgelegene Ort wurde im Zweiten Weltkrieg von den deutschen Truppen als Beobachtungsposten genutzt.

## Einwohner
| 1962 | 1968 | 1975 | 1982 | 1990 | 1999 | 2006 | 2013 | 2020 |
| ---- | ---- | ---- | ---- | ---- | ---- | ---- | ---- | ---- |
| 274  | 292  | 313  | 364  | 361  | 390  | 352  | 379  | 379  |

## Verwaltung
Bürgermeister (maire) ist seit 2020 Benoît Dumeige.

## Sehenswürdigkeiten
- Kirche Saint-Nicolas aus dem 15. Jahrhundert mit quadratischem Turm mit achteckiger Spitze, mit Glasfenstern aus dem 19. Jahrhundert
- 1864 errichteter Kalvarienberg Saint-Vast auf dem ehemaligen Friedhof mit einem 1842 in Saulchoix entdeckten Menhir
- 1679 errichtetes Schloss Saulchoy in Saulchoix mit Park, Kapelle, Orangerie und zwei kleinen Pavillons, 2009 in Teilen als Monument historique eingeschrieben (Base Mérimée PA80000066)

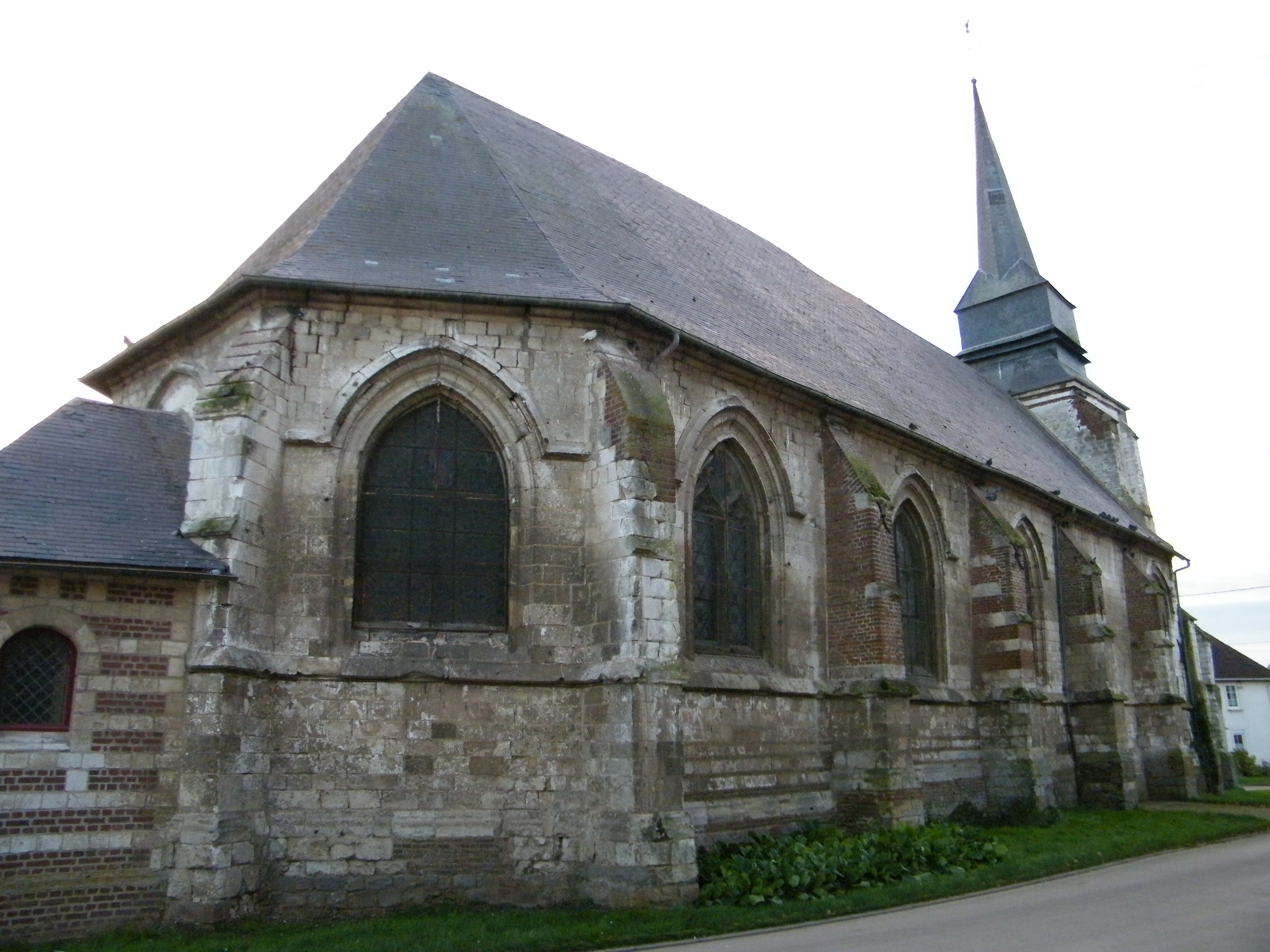
Kirche Saint-Nicolas
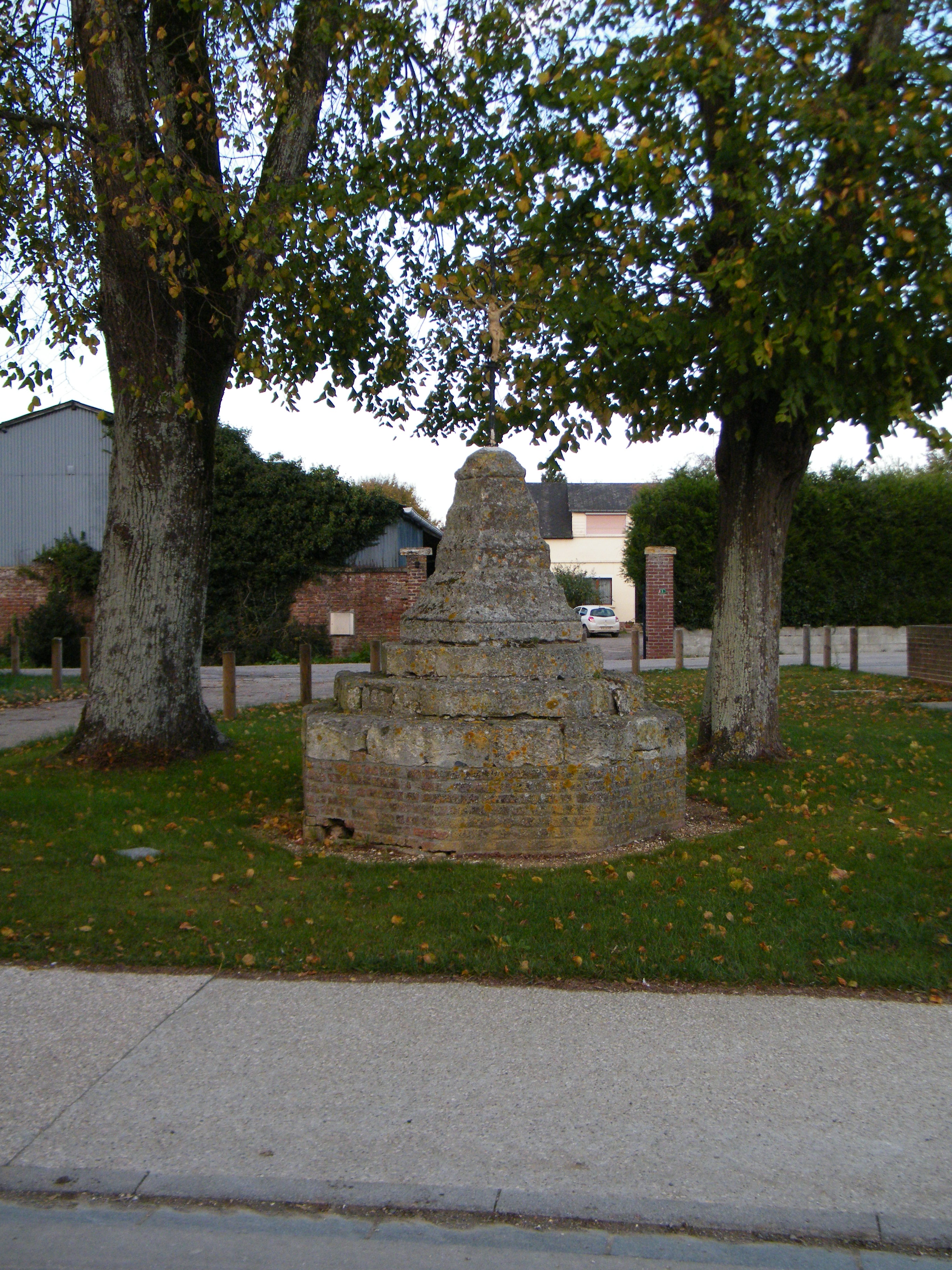
Kalvarienberg Saint-Vast